# Conflitto di Gandersheim

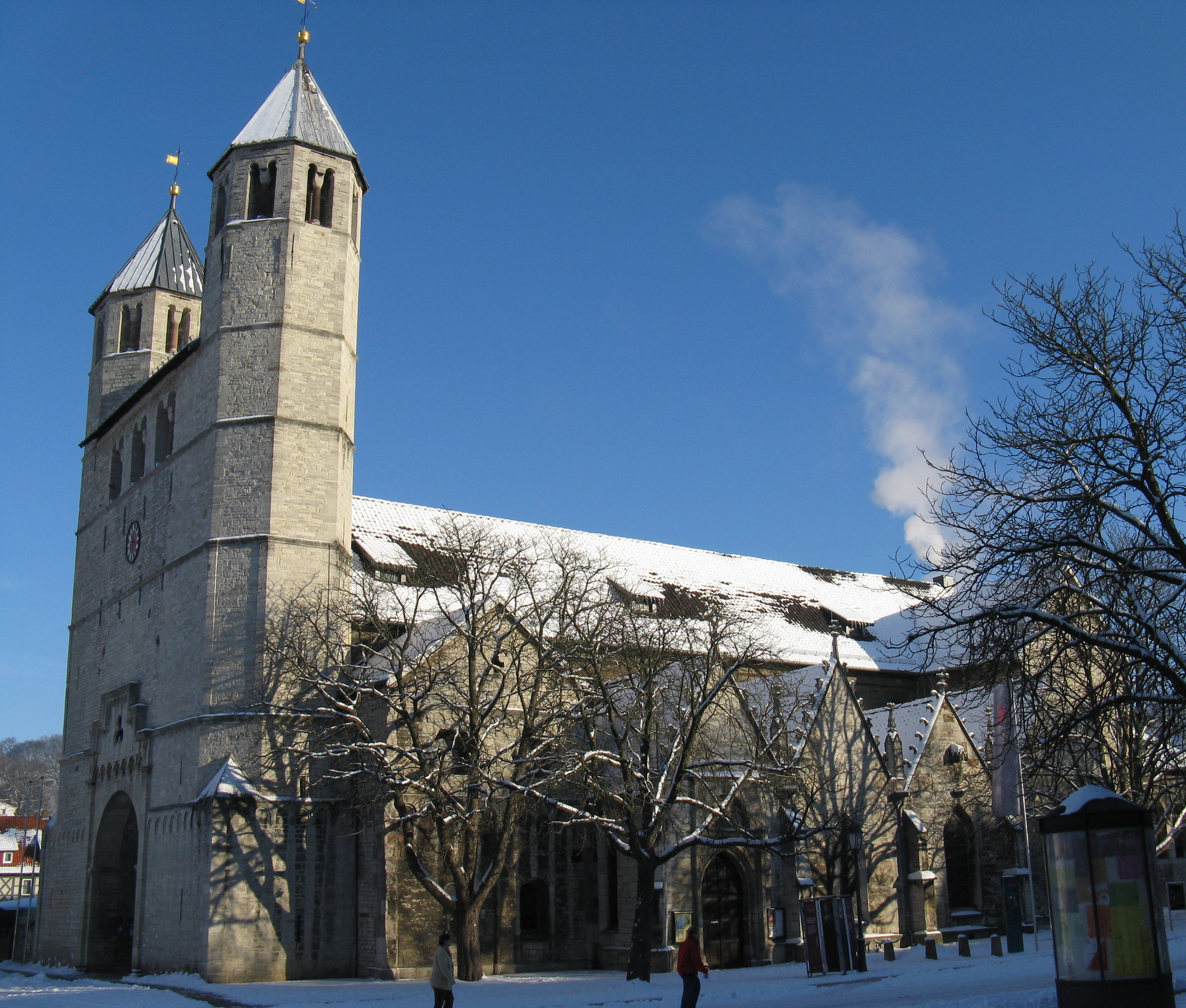
Chiesa abbaziale di Gandersheim

Il grande conflitto di Gandersheim (in tedesco Gandersheimer Streit) fu un conflitto tra gli arcivescovi di Magonza e i vescovi di Hildesheim riguardo alla giurisdizione sull'abbazia di Gandersheim. Durò dal 987 al 1030, durante il regno degli imperatori ottoniani Ottone III ed Enrico II, nonché del loro successore salico Corrado II. 

## Il preludio del conflitto
Il conflitto divampò per la prima volta nel 987, quando Sofia, figlia del defunto imperatore Ottone II, cresciuta a Gandersheim dal 979, dovette essere investita come canonichessa. Consapevole della sua estrazione imperiale, rifiutò di essere investita dal vescovo locale, Osdag di Hildesheim, e insistette per ricevere l'ordinazione dell'arcivescovo di Magonza Villigiso. 

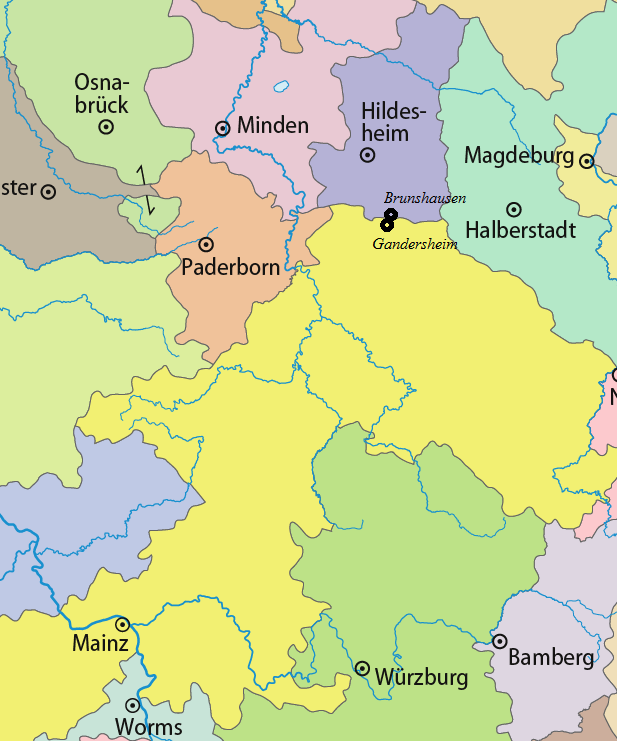
Territori diocesani di Hildesheim (in violetto) e di Magonza (in giallo) prima della mediatizzazione tedesca

L'arcivescovo di Magonza colse l'occasione per presentare un reclamo sulla giurisdizione delle terre di Gandersheim: il monastero era stato fondato nell'852 nella vicina Brunshausen, che apparteneva alla diocesi di Hildesheim; tuttavia quattro anni dopo le canonichesse si trasferirono a Gandersheim, entrando all'interno dei confini dell'arcidiocesi di Magonza. I vescovi di Hildesheim continuarono tuttavia a esercitare la loro autorità episcopale sulla comunità, sebbene contro la volontà degli arcivescovi di Magonza. L'imperatrice vedova Teofano, in qualità di reggente per il fratello di Sofia, l'imperatore Ottone III, arbitrò tra le parti e queste raggiunsero un accordo in base al quale entrambi i vescovi, Villigiso di Magonza e Osdag di Hildesheim, poterono investire Sofia come canonichessa. 
Il conflitto venne quindi per il momento evitato. Quando il nobile sassone Bernoardo, amico intimo del re Ottone III, divenne vescovo di Hildesheim nel 993, inizialmente intrattenne rapporti amichevoli con l'arcivescovo Villigiso. Tuttavia Sofia lo indispettì quando rimase alla corte di suo fratello per due anni tra il 995 e il 997, un comportamento molto insolito per una canonichessa. Il vescovo Bernoardo rimandò Sofia a Gandersheim e questa si infuriò. Inoltre, egli complottò contro Villigiso, poiché Bernoardo riteneva che l'arcivescovo avesse tentato Sofia di lasciare il suo monastero, oltre che aver tentato di allontanarlo dal gruppo di consiglieri di re Ottone.

## Il conflitto
Il 14 settembre del 1000 i locali ricostruiti dell'abbazia di Gandersheim, che erano stati distrutti da un incendio nel 973, avrebbero dovuto essere nuovamente consacrati. Nel frattempo Sofia resse l'abbazia quando la badessa, Gerberga II, si ammalò gravemente. Sofia desiderò che l'arcivescovo Villigiso consacrasse la chiesa dell'abbazia appena eretta, mentre Bernoardo era convinto che la consacrazione dell'abbazia ricadesse nell'area di competenza di Magonza. Sofia coinvolse Villigiso nella pianificazione della cerimonia e mandò a Bernoardo un invito. Bernoardo accettò di presenziare e annunciò il suo arrivo il 14 settembre. 
Tuttavia l'arcivescovo Villigiso rimandò le celebrazioni di una settimana, spostandole al 21 settembre, data in cui Bernoardo era legato ad altri impegni alla corte imperiale. Bernoardo arrivò a Gandersheim il 14, ma presto capì che la cerimonia non era stata ancora preparata. Egli quindi tenne una santa messa durante la quale si lamentò del fatto che Sofia gli negò il diritto di consacrare l'abbazia. La messa si trasformò in una rivolta e Bernoardo lasciò Gandersheim senza aver ottenuto nulla. Una settimana dopo l'arcivescovo Villigiso arrivò a Gandersheim. Bernoardo non venne a causa dei suoi altri impegni, quindi Villigiso chiese che fosse presente il giorno successivo, altrimenti avrebbe consacrato l'abbazia da solo. Bernoardo, tuttavia, aveva anticipato la mossa di Villigiso e inviò il vescovo di Schleswig Eccheardo a rappresentarlo. Con il supporto della legge canonica, Eccheardo fu in grado di impedire la consacrazione di Villigiso. 

Sacro Romano Impero, 972-1032

Furioso, Villigiso convocò un sinodo provinciale a Gandersheim il 28 novembre, sinodo a cui Bernoardo non partecipò, poiché era già in viaggio per Roma per parlare a papa Silvestro II e all'imperatore Ottone III degli incidenti. Raggiunse Roma il 4 gennaio 1001 e appena due giorni dopo arrivò anche un legato del vescovo Eccheardo, che riferì le decisioni del sinodo di Gandersheim. Sia il papa sia l'imperatore erano adirati per gli avvenimenti. Il 13 gennaio un sinodo papale annullò tutti i procedimenti di Gandersheim. In una lettera, l'arcivescovo Villigiso fu rimproverato e sollecitato a rinunciare ai diritti su Gandersheim. 
Villigiso non reagì alla lettera ma continuò a impedire a Bernoardo di svolgere le sue funzioni ufficiali, il tutto con il sostegno di Sofia, che aveva fatto insorgere contro Bernoardo il capitolo collegiale. Un altro sinodo venne tenuto da un legato pontificio nell'abbazia di Pöhlde tra il 21 e il 22 giugno, sinodo interrotto dai seguaci armati di Villigiso durante la lettura della lettera papale. Furono necessari ulteriori incontri per risolvere il conflitto: Villigiso invitò Bernoardo a un sinodo a Francoforte il 15 agosto: tuttavia il vescovo di Hildesheim si ammalò e mandò in sua vece nuovamente Eccheardo di Schleswig assieme al confidente e cronista Tangmaro. Ciò provocò nuovamente Villigiso, che mise in dubbio la malattia di Bernoardo e richiese un giuramento da parte dei suoi rappresentanti. L'incontro fallì e l'imperatore Ottone convocò un altro incontro a Todi il 27 dicembre. Date le condizioni meteorologiche, erano arrivati pochi vescovi; l'incontro fu rinviato quindi al 6 gennaio 1002 e infine annullato quando l'imperatore morì il 24 gennaio. Pertanto, il conflitto di Gandersheim rimase irrisolto. 
Sotto il successore di Ottone, Enrico II, il conflitto era ancora in pieno svolgimento. La situazione tra le diocesi di Magonza e Hildesheim rimase tesa ed Enrico invitò entrambi i vescovi nel Natale 1006 a Pöhlde. Entrambi i vescovi apparvero e si affidarono alla volontà del re. La nuova data per la consacrazione dell'abbazia di Gandersheim era prevista per il 5 gennaio 1007; Bernoardo ebbe il compito di pianificare la cerimonia. Enrico II partecipò alla consacrazione e durante la messa dichiarò ufficialmente che la giurisdizione su Gandersheim era compito dei vescovi di Hildesheim. Villigiso dovette con riluttanza accettare il responso; egli però ebbe l'onore di officiare alla consacrazione dell'abbazia. L'arcivescovo morì nel 1011. Né lui né il suo successore Erkanbald ripresero i litigi. 

## Risoluzione
Il conflitto divampò di nuovo alla morte di Erkanbald nel 1021, quando Aribo divenne arcivescovo. Sebbene avesse promesso all'imperatore Enrico di non riprendere il conflitto di Gandersheim, chiese al nuovo vescovo Gottardo di Hildesheim di negoziare. Gottardo fu consacrato dall'arcivescovo Aribo di Magonza nel 1022 (all'epoca la diocesi di Hidersheim era suffraganea di quella di Magonza), per cui proibì al nuovo vescovo di Hildesheim qualsiasi atto ufficiale o cerimonia religiosa a Gandersheim. Gottardo fece riferimento al compromesso del 1007 e denunciò il fatto all'imperatore Enrico II, che dovette risolvere nuovamente la crisi, ma questi morì nel 1024. 
La vicenda sembrò a favore di Aribo con il successore di Enrico, il primo re della dinastia salica Corrado II, incoronato re dei Romani da Aribo nella cattedrale di Magonza. L'arcivescovo non solo era uno dei suoi più cari amici, ma gli aveva inoltre assicurato l'elezione imperiale, vedendo in tal modo l'opportunità di ottenere la giurisdizione su Gandersheim. Il vescovo Gottardo, tuttavia, venne a conoscenza del suo piano e invitò Corrado e il suo seguito a Hildesheim. Durante la sua permanenza a Hildesheim nel gennaio 1025, Aribo si lamentò del fatto che lui e non Gottardo fosse il vescovo con giurisdizione su Gandersheim. Corrado II fece a entrambi i vescovi la promessa che avrebbe risolto il conflitto con una dieta nel vicino palazzo imperiale di Goslar il 27 gennaio. Qui entrambi i vescovi furono privati della loro autorità su Gandersheim, che fu temporaneamente assegnata al vescovo Branthog di Halberstadt. Tuttavia, quando Corrado andò a Gandersheim il giorno successivo, Gottardo si affrettò a riceverlo come ospite in pompa magna, con disappunto del re e dell'arcivescovo Aribo. 
Dopo che il vescovo Gottardo si era prostrato ai piedi di Corrado chiedendo la sua misericordia, il re durante un sinodo del marzo 1025 decise a favore di Hildesheim. L'arcivescovo Aribo inizialmente non protestò, ma in estate chiese un altro incontro. Mentre i suoi rapporti con Corrado e anche con la badessa Sofia si stavano deteriorando, lui e Gottardo si incontrarono a Eichsfeld, tuttavia non trovarono alcun accordo. Anche un altro riavvicinamento voluto dal re il 21 settembre 1026 a Seligenstadt fallì. La giurisdizione di Hildesheim fu confermata da un sinodo del 1027 a Francoforte, mentre Aribo cercava continuamente di far revocare le risoluzioni. 
Alla fine Corrado spinse entrambe le parti a cercare un compromesso, che alla fine fu trovato durante un altro incontro a Pöhlde: a Hildesheim fu assegnata la giurisdizione su Gandersheim, mentre Magonza fu investita di diverse proprietà circostanti. Il 17 maggio 1030 l'imperatore celebrò la Pentecoste nella cattedrale di Merseburgo, durante la quale proclamò la soluzione dei litigi di lunga data. Successivamente l'arcivescovo Bardo, successore di Aribo, rinunciò ufficialmente a qualsiasi pretesa verso l'abbazia di Gandersheim. Il conflitto non si ripresentò più. 